# 159P/LONEOS
159P/LONEOS è una cometa periodica appartenente alla famiglia delle comete gioviane; la cometa è stata scoperta il 16 ottobre 2003 e ritenuta un asteroide, come tale denominata 2003 UD16; poco più di un mese più tardi veniva appurato che in effetti si trattava di una cometa, e pertanto veniva ridenominata P/2003 UD16 LONEOS.
 
Il 3 gennaio 2004, veniva reso noto il ritrovamento di immagini di prescoperta risalenti fino al 17 dicembre 1989; alcuni giorni dopo la cometa veniva numerata definitivamente.